# The Singles: 1996–2006
The Singles: 1996—2006 — первый сборник американской метал-группы Staind. В нём содержатся песни с альбомов, начиная с Dysfunction и заканчивая Chapter V. Также в сборнике есть единственная песня с дебютного альбома Tormented и несколько песен, записанных в живом исполнении. Сборник был выпущен в Великобритании 13 ноября 2006 года и в США днём позже. Также был выпущен компаньон DVD под названием Staind: The Videos.

## Список композиций
Все тексты написаны Аароном Льюисом, кроме треков 14, 15 и 16.
| №                   | Название                                                     | Альбом              | Длительность |
| ------------------- | ------------------------------------------------------------ | ------------------- | ------------ |
| 1.                  | «Come Again»                                                 | Tormented           | 3:48         |
| 2.                  | «Mudshovel»                                                  | Dysfunction         | 4:41         |
| 3.                  | «Home»                                                       | Dysfunction         | 4:04         |
| 4.                  | «Outside (live Family Values Tour 1999 feat. Фред Дёрст)»    | Break the Cycle     | 5:40         |
| 5.                  | «It's Been Awhile»                                           | Break the Cycle     | 4:25         |
| 6.                  | «For You»                                                    | Break the Cycle     | 3:26         |
| 7.                  | «Epiphany»                                                   | Break the Cycle     | 4:19         |
| 8.                  | «So Far Away»                                                | 14 Shades of Grey   | 4:04         |
| 9.                  | «Price To Play»                                              | 14 Shades of Grey   | 3:37         |
| 10.                 | «Zoe Jane»                                                   | 14 Shades of Grey   | 4:38         |
| 11.                 | «Right Here»                                                 | Chapter V           | 4:13         |
| 12.                 | «Falling»                                                    | Chapter V           | 4:20         |
| 13.                 | «Everithing Changes»                                         | Chapter V           | 4:23         |
| 14.                 | «Nutshell (кавер группы Alice In Chains live Hiro Ballroom)» |                     | 4:38         |
| 15.                 | «Sober (кавер на Tool live Hiro Ballroom)»                   |                     | 6:18         |
| 16.                 | «Comfortably Numb (кавер на Pink Floyd live Hiro Ballroom)»  |                     | 6:03         |
| Общая длительность: | Общая длительность:                                          | Общая длительность: | 72:37        |

| №                   | Название                                                                          | Длительность |
| ------------------- | --------------------------------------------------------------------------------- | ------------ |
| 17.                 | «Schizophrenic Conversations» (Live at the Hiro Ballroom) (Best Buy version only) | 4:51         |
| 18.                 | «Reply» (Live at the Hiro Ballroom) (Best Buy & Japan versions)                   | 4:10         |
| 19.                 | «Outside» (Live at the Hiro Ballroom) (iTunes deluxe edition only)                | 5:21         |
| 20.                 | «It's Been Awhile» (Live at the Hiro Ballroom) (iTunes deluxe edition only)       | 4:54         |
| 21.                 | «Devil» (Live at the Hiro Ballroom) (Rhapsody edition only)                       | 5:55         |
| 22.                 | «Falling» (Live at the Hiro Ballroom) (pre-order bonus download)                  | 6:52         |
| Общая длительность: | Общая длительность:                                                               | 103:41       |